# لاتینو (خواننده)
روبرتو د سوزا روشا (زاده ۲ فوریه ۱۹۷۳) که با نام هنری لاتینو نیز شناخته می‌شود، یک هنرمند ضبط و سرگرم‌کننده برزیلی است. لاتینو در طول زندگی حرفه ای خود بیش از چهار میلیون آلبوم فروخته‌است.
روشا در ریودوژانیرو برزیل متولد شد. او در سال ۱۹۸۸ به ایالات متحده نقل مکان کرد، جایی که مادرش با ناپدری خود زندگی می‌کرد. روشا چهار سال در آنجا ماند و به عنوان بارمن، شعبده باز، آشپز، رقصنده و حتی پیشخدمت کار کرد. روشا که بارها در محل کار به عنوان «پسر لاتین» شناخته می‌شد، تصمیم گرفت از «لاتینو» به عنوان نام هنری خود استفاده کند.
علیرغم فعالیت موفق او، تلاش لاتینو برای گرفتن آهنگ‌های دیگر از کشورهای دیگر و ضبط مجدد آنها با انتقادات گسترده‌ای از سوی جامعه موسیقی در برزیل مواجه شده‌است، بیشتر به این دلیل که اشعار او هیچ ارتباطی با موسیقی اصلی ندارد.
در ۱۷ سپتامبر ۲۰۱۲، لاتینو در کانال یوتیوب خود ویدیویی را منتشر کرد که حاوی نسخه برزیلی آهنگ محبوب کره ای " گانگنام استایل " با نام "Despedida de Solteiro (Laçar, Puxar, Beijar) بود." پس از آن، یوتیوب حساب لاتینو را بست، با بیش از ۱۰۰۰۰۰ دیسلایک در ویدیوی او و شکایات متعدد از سوی کاربران مبنی بر سرقت ادبی این آهنگ و خراب کردن نسخه اصلی.